# La Dépêche du Midi
La Dépêche du Midi és un diari regional francès que apareix a tots els departaments de la regió de Migdia-Pirineus més l'Aude, de la regió Llenguadoc-Rosselló i Olt i Garona d'Aquitània. L'any 2006 es va acostar als 200.000 exemplars venuts de mitjana. Aquest mateix any tenia 1000 treballadors, dels quals 200 són periodistes professionals i 2000 corresponsals locals.
El diari és propietat del Groupe La Dépêche, dirigit per Jean-Michel Baylet. Històricament se'l relaciona amb un ideari d'esquerres.

## Història
El primer número de La Dépêche de Toulouse va aparèixer el 2 d'octubre de 1870 en el marc de la Guerra Francoprussiana i a iniciativa dels treballadors de la impremta Sirven de Tolosa de Llenguadoc. La vocació inicial corresponia en publicar comunicats de guerra que donessin notícies del front a les famílies dels soldats. Malgrat aquesta vocació inicial, un cop acabada la guerra el 1871, va continuar la seva edició ampliant el seu domini d'informació.
En 1887, el polític socialista francès Jean Jaurès es va convertir en un dels seus redactors habituals i poc després va comptar també amb Georges Clemenceau com a col·laborador en els seus inicis com a polític. Durant el Cas Dreyfus La Dépêche es va implicar actívament a favor de la revisió del plet.
A principis del segle xx, els bisbes francesos van considerar "un pecat greu" la lectura del diari pel seu compromís amb l'esquerra socialista francesa. Maurice Sarraut, senador radical de l'Aude, es va convertir primer en el director administratiu de La Dépêche el 1909, i després en el seu propietari el 1932.
El període d'entreguerres va ser per La Dépêche un període d'esplendor, mentre que durant l'ocupació alemanya (1940-1944) va conèixer moments molt negres. L'any 1940 va passar a mans dels col·laboracionistes, el desembre de 1943 Maurice Sarraut va ser assassinat per les Milícies franceses (grups paramilitars col·laboracionistes de la Gestapo)i, finalment, el 1944 se'n va prohibir la publicació.
L'any 1947 va reaparèixer amb el nom actual, marcant les seves tendències esquerranes amb el suport a Pierre Mendès France, defensant el no al referèndum constitucional del 1958 o donant suport a la candidatura de François Mitterrand a les presidencials de 1965.
| Anys           | 1879   | 1906    | 1925    | 1943    | 1955    | 1967    | 1996    | 2003    | 2006    |
| Tirada mitjana | 15.000 | 159.000 | 217.000 | 310.000 | 215.000 | 280.000 | 202.000 | 200.000 | 197.607 |